# Damir Mršić
Damir Mršić (Tuzla, 25. listopada 1970.) je bivši bosanskohercegovački profesionalni košarkaš. Igrao je na poziciji razigravača. Karijeru je zavriš u turskom Fenerbahçe Ülkeru.

Od 2003. godine ima tursko državljanstvo pod imenom Demir Kaan.

## Karijera
Karijeru je započeo 1989. u tuzlanskoj Slobodi Diti. Tri godine kasniej prelazi u redove hrvatskog košarkaškog kluba Split. Od 1995. do 2002. bio je član turskih klubova Netasa, Tuborga, Troy Pilsnera i Fenerbahçe Istanbula. Od 2002. do 2004. igrao je za ruske klubove UNIKS Kazan i Dinamo Moskvu. 2004. natrag se je vratio u svoj sadašnji klub Fenerbahçe.

Umirovio se u Fenerbahçu 2010. godine.

### Reprezentativna karijera
Za reprezentaciju BiH je debitirao 2000. godine protiv Bugarske, te je nastupio na tri Eurobasketa od 2001. do 2005. godine.

## Uspjesi

### Profesionalni uspjesi
- Kup Krešimira Ćosića, pobjednik: 1993. i 1994.
- Kup Ruske košarkaške lige, pobjednik: 2003.
- Turska košarkaška liga, prvak: 2006./07., 2007./08. i 2009./10.
- Super kup Turske košarkaške lige, pobjednik: 2007.
- Kup Turske košarkaške lige, pobjednik: 2010.

### Osobni uspjesi
- prvi strijelac Turske košarkaške lige: 2000. sa 22,8 koša po utakmici
- prvi asistent Turske košarkaške lige: 2001. sa 7,8 asistencija po utakmici[4]

## Vanjske poveznice
- Službena stranica
- Profil na Fenerbahce.org
- Profil na Euroleague.net
- Navijačka stranica  Arhivirana inačica izvorne stranice od 4. studenoga 2008. (Wayback Machine)